# Fronte di Liberazione Nazionale Corso

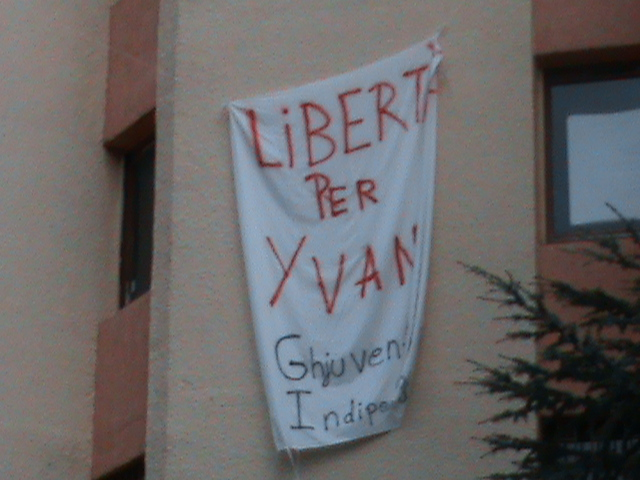
Uno striscione di Ghjuventu Indipendentista con la scritta "Libertà per Yvan" per chiedere il rilascio di Yvan Colonna. Molti striscioni o graffiti, dentro e nei pressi dell'Università di Corsica "Pasquale Paoli" a Corte, dimostrano supporto alla causa indipendentista del FLNC.

Il Fronte di Liberazione Nazionale Corso (in corso: Fronte di Liberazione Naziunale Corsu - FLNC) è un gruppo militante che chiede uno Stato indipendente per la Corsica ed il conseguente distacco dell'isola dalla Francia.

## Storia
La sua nascita ufficiale, il 5 maggio 1976, con la prima conferenza stampa in un luogo altamente simbolico: il convento di Sant'Antonio a Casabianca, dove Pasquale Paoli proclamò l'indipendenza della Corsica il 14 luglio 1755.
Presente soprattutto in Corsica e meno in Francia, a partire dalla sua fondazione (1976) ha compiuto migliaia di assalti, attentati dinamitardi e rapine a mano armata contro banche, edifici pubblici civili e militari, strutture turistiche e tutto quanto è legato alla Francia. 
La notte tra il 4 e il 5 maggio 1976, si ebbero ventidue deflagrazioni in vari centri della Corsica, a Nizza e a Marsiglia.
Operazione ZARA: Il 13 gennaio 1978, il FLNC attacca la base NATO a Solenzara.
Nell'agosto 1982, il FLNC organizza la Conferenza internazionale delle organizzazioni e movimenti di liberazione nazionale.
Il FLNC si è ufficialmente dissolto il 5 gennaio 1983, e dal FLNC sono nate le Brigate rivoluzionarie corse (BRC) e l'Armata di liberazione nazionale corsa (ALNC). Dal 1987, il Fronte, sciolto quattro anni prima, si è di fatto ricostituito, costituendo anche un'ala politica legale, A Cuncolta Naziunalista.
A una conferenza stampa dell'11 gennaio 1996, tenuta nel villaggio di Tralonca, erano presenti 600 militanti.
In passato si sono registrati scontri molto violenti tra il FLNC e altre organizzazioni nazionalistiche corse, che sono costate la vita a molti militanti. Questi episodi sono di recente diminuiti poiché le fazioni rivali hanno trovato un accordo.
Nel 2014, con un comunicato diffuso il 25 luglio, il FLNC annuncia la deposizione delle armi e l'avvio «senza alcuna precondizione o ambiguità di un processo di smilitarizzazione e di uscita graduale dalla clandestinità».
Il gruppo durante i disordini in Corsica del 2022 per l'uccisione in carcere di Yvan Colonna è tornato in attività insieme ad altri sottogruppi.
Tra la notte dell'8 e 9 Ottobre 2023 rivendicano, in una nota trasmessa al quotidiano francese Corse-Matin, le esplosioni di 20 ordigni che hanno danneggiato edifici statali abbandonati e ville in costruzione.